# اریکولول
اریکولول (انگلیسی: Ericolol) یک ماده بتا بلاکر است.